# McAlister's Deli
A McAlister's Deli é uma cadeia americana de restaurantes de fast casual fundada em 1989 em Oxford, Mississippi, pelo dentista aposentado Dr. Don Newcomb. Atualmente, há mais de 500 estabelecimentos em 29 estados. O cardápio inclui sanduíches deli, “batatas gigantes” (batatas assadas), sopas, saladas e sobremesas, bem como itens de bufê, como bandejas de sanduíches e almoços embalados. A rede também é conhecida por seu McAlister's Famous Sweet Tea, que está disponível em copos ou galões.
A sede da rede está localizada em Atlanta, Geórgia.
A McAlister's Deli - juntamente com Schlotzsky's, Carvel, Moe's Southwest Grill, Cinnabon, Jamba, e Auntie Anne's - faz parte do portfólio de marcas da Focus Brands.

## História
O restaurante original foi inaugurado em um posto de gasolina reformado, e muitos dos elementos desse visual original estão presentes em muitas McAlister's Delis construídas hoje, como uma porta de garagem e azulejos nostálgicos em preto e branco. A delicatessen foi inaugurada originalmente com o nome de Checker's e depois mudou para McAlister's.
Em 1999, o fundador Don Newcomb vendeu a empresa ao CEO Michael J. Stack e ao executivo Philip Friedman por uma quantia não revelada. Stack substituiu Newcomb e manteve seu cargo de CEO. Newcomb permaneceu na empresa como diretor do conselho e franqueado exclusivo do Kentucky. Na época da venda, a McAlister's Deli tinha 45 locais franqueados e de propriedade da empresa no sudeste dos Estados Unidos.
O Roark Capital Group adquiriu a McAlister's Deli em 2005. Na época da aquisição, a McAlister's Deli tinha 170 locais franqueados e de propriedade da empresa em 19 estados.
A maioria dos restaurantes McAlister's Deli pertence e é operada por franqueados independentes, que vão desde operações familiares em um único local até grupos maiores com várias unidades, como Southern Rock Restaurants, JME, Inc., DMAC 81 LLC (com unidades no Alabama, Geórgia, Carolina do Sul e Carolina do Norte) e The Saxton Group. A Southern Rock Restaurants é a maior franqueada da McAlister's Deli, operando 148 estabelecimentos em 12 estados.